# ゲンメ
ゲンメ（伊: Ghemme）は、イタリア共和国ピエモンテ州ノヴァーラ県にある、人口約3,400人の基礎自治体（コムーネ）。

## 地理

### 位置・広がり
| 隣接するコムーネは以下の通り。括弧内のVCはヴェルチェッリ県所属を示す。 - カルピニャーノ・セージア - カヴァーリオ・ダゴーニャ - フォンタネート・ダゴーニャ - ガッティナーラ (VC) - レンタ (VC) - ロマニャーノ・セージア - シッツァーノ |